# Млечен продукт
Млечен продукт се наричат храните, които са произведени от мляко или от неговите съставки (млечен белтък (казеин), мазнини, лактоза). Такива продукти са например различните видове млека (прясно, плодово, пастьоризирано, кондензирано и др.), продуктите получени чрез ферментация или чрез извличане на компоненти от млякото (сирене, кашкавал, кисело мляко, масло, извара), и други.

## Видове млечни продукти

### Необработено мляко
- Сурово (необработено) мляко
- Сирене от необработено мляко

### Обработено мляко
- Пастьоризирано мляко (вж. пастьоризация)
- Стерилизирано мляко (вж. Стерилизация)
- Пълномаслено мляко
- Обезмаслено мляко
- Плодово мляко
- Трайни продукти
  - Кондензирано мляко
  - Мляко на прах

### Продукти получени чрез ферментация или извличане на компонентите на млякото
- Сирене
- Кашкавал
- Краве масло
- Извара
- Сметана
- Суроватка
- Кефир
- Кисело мляко
- Айрян
- Кумис
- Катък
- Мътеница (напитка)
- Скир

Други:
- Сладолед
- Шоколад
- Различни сладкарски и тестени изделия
- Различни козметични продукти
- Пластмаса на базата на казеин (галалит вж. Пластмаса#История)